# Bataille de Guise
« Bataille de Saint-Quentin (1914) » redirige ici. Pour les autres significations, voir Bataille de Saint-Quentin.
Première Guerre mondiale
Batailles
Front d'Europe de l’Ouest
- Liège (8-1914)
- Namur (8-1914)
- Frontières (8-1914)
- Anvers (9-1914)
- Grande Retraite (9-1914)
- Marne (9-1914)
- Course à la mer (9-1914)
- Yser (10-1914)
- Messines (10-1914)
- Ypres (10-1914)
- Givenchy (12-1914)
- 1re Champagne (12-1914)
- Hartmannswillerkopf (1-1915)
- Neuve-Chapelle (3-1915)
- 2e Ypres (4-1915)
- Colline 60 (4-1915)
- Artois (5-1915)
- Festubert (5-1915)
- Quennevières (6-1915)
- Linge (7-1915)
- 2e Artois (9-1915)
- 2e Champagne (9-1915)
- Loos (9-1915)
- Verdun (2-1916)
- Redoute Hohenzollern (3-1916)
- Hulluch (4-1916)
- 1re Somme (7-1916)
- Fromelles (7-1916)
- Arras (4-1917)
- Vimy (4-1917)
- Chemin des Dames (4-1917)
- 3e Champagne (4-1917)
- 2e Messines (6-1917)
- Passchendaele (7-1917)
- Cote 70 (8-1917)
- 2e Verdun (8-1917)
- Malmaison (10-1917)
- Cambrai (11-1917)
- Bombardements de Paris (1-1918)
- Offensive du Printemps (3-1918)
- Lys (4-1918)
- Aisne (5-1918)
- Bois Belleau (6-1918)
- 2e Marne (7-1918)
- 4e Champagne (7-1918)
- Château-Thierry (7-1918)
- Le Hamel (7-1918)
- Amiens (8-1918)
- Cent-Jours (8-1918)
- 2e Somme (9-1918)
- Bataille de la ligne Hindenburg
- Meuse-Argonne (10-1918)
- Cambrai (10-1918)

Front italien
Front d'Europe de l’Est
Front des Balkans
Front du Moyen-Orient
Front africain
Bataille de l'Atlantique

La bataille de Guise (appelée aussi bataille de Saint-Quentin pour les Allemands) oppose la 5e armée française aux Ire et IIe armées allemandes près de Guise, dans l'Aisne, le 29 août 1914 au début de la Première Guerre mondiale. Elle est considérée comme ayant joué un grand rôle dans la réussite de la bataille de la Marne. Cette bataille d'arrêt permet en effet aux troupes alliées de ralentir la progression des deux armées allemandes et de continuer leur retraite de façon cohérente.

## Prélude à la bataille
La 5e armée et le corps expéditionnaire britannique ont pris contact avec l'aile marchante allemande composée de la Ire (général Alexandre von Kluck) et de la IIe armée (général Karl von Bülow) respectivement le long de la Sambre et dans la région de Mons. Ces deux armées accomplissent un mouvement tournant à travers la Belgique tel que prévu par le Plan Schlieffen qui vise à contourner les armées alliées par le nord puis par l'ouest pour les repousser vers l'est de la France.

## Intention
Le 24 août, à la suite de ce violent contact et sous la pression des deux armées allemandes, l'ensemble des troupes alliées se retire en ordre vers le sud. La 5e armée du général Lanrezac s'oriente dans la direction de Laon, alors que le corps expéditionnaire britannique se dirige sur Saint-Quentin et Noyon.  
Le 27 août, malgré les réticences du général Lanrezac, le général Joffre par un ordre écrit lui ordonne de lancer une attaque de flanc contre la Ire armée allemande en direction de Saint-Quentin en coopération avec les Britanniques pour le 29 août, afin de freiner le mouvement allemand et de maintenir la cohésion de son aile gauche. En effet, l'ambition du généralissime est de créer une ligne d'arrêt sur un axe Amiens-Reims-Verdun. Sa plus grande crainte est de voir l'aile droite allemande déborder le dispositif à l'ouest. Aussi, il essaye de créer à partir de la garnison de Paris, une 6e armée commandée par le général Maunoury qu'il souhaite déployer dans la région d'Amiens à la gauche des Britanniques. Il entend ménager tout particulièrement ceux-ci, très éprouvés par leur retraite.  Le général Joffre se porte personnellement à Marle où se trouve l'état-major de la 5e armée pour montrer l'importance de l'enjeu et surveiller la bonne exécution de ses ordres.

## La bataille

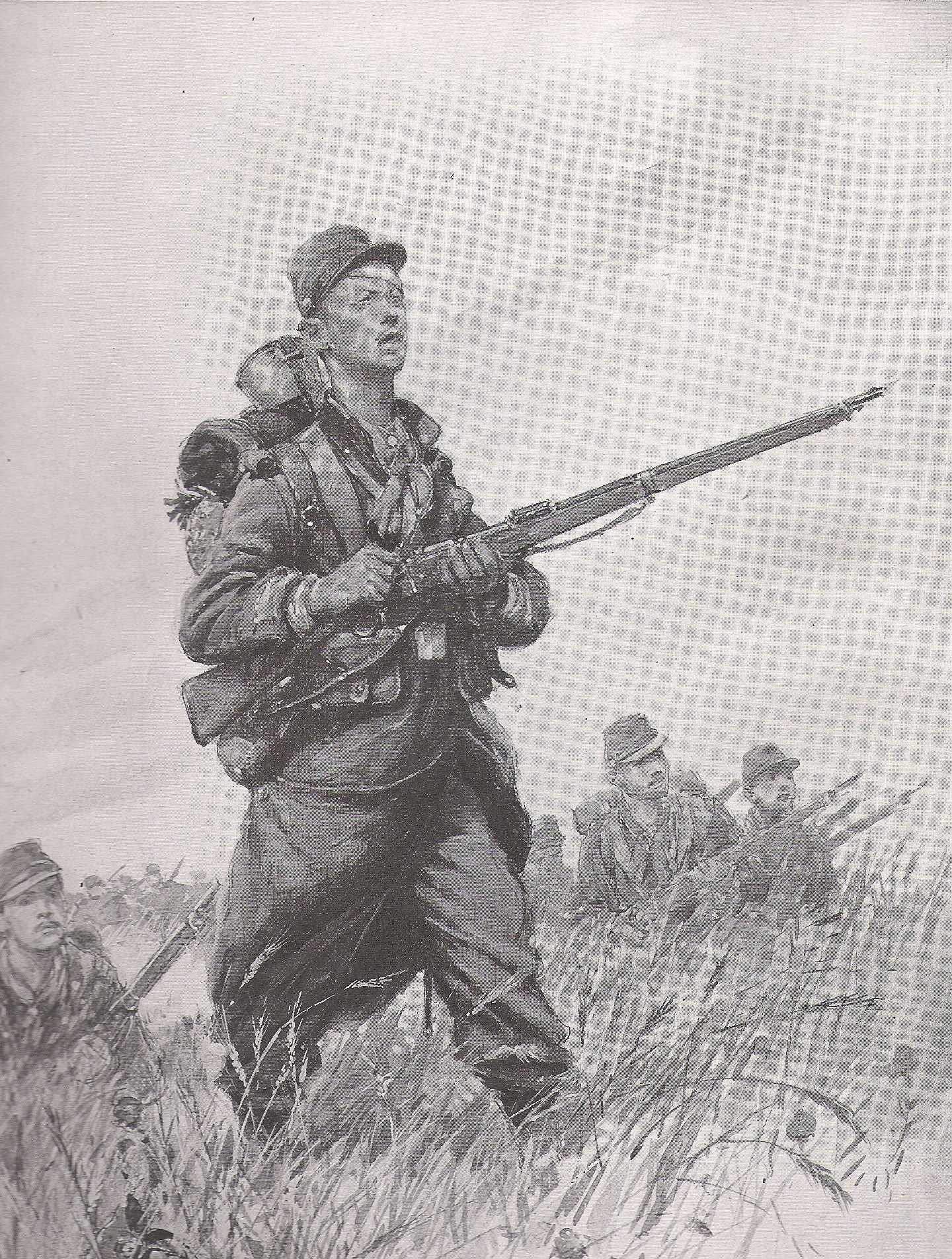
Fantassins du d'infanterie français armée de fusils Berthier durant la bataille.

### Intention
Le général Lanrezac organise sa manœuvre en deux parties. D'abord, il cherche à arrêter sur l'Oise la progression de la IIe armée allemande vers le sud dans la région de Guise avec le 10e CA. Puis, derrière le barrage ainsi établi, il lance une offensive sur Saint-Quentin vers l'ouest avec les 3e et 18e CA renforcés par les 37e et 38e divisions d'infanterie coloniale. Enfin, il garde en réserve le 1er CA pour l'envoyer soit vers l'Oise, soit vers Saint-Quentin.

### Changement de situation
Mais les événements ne se déroulent pas comme prévu. D'abord, le 28 août, le 10e CA qui doit remonter prendre ses positions le long de l'Oise rencontre les avant-gardes allemandes qui ont franchi la rivière entre Guise et Étréaupont. Elles sont suivies, le 29 août à l'aube, par le Xe CA allemand et le corps d'armée de la Garde. Malgré les demandes répétées du GQG et de la 5e armée au corps expéditionnaire britannique pour appuyer l'attaque sur Saint-Quentin permettant le dégagement de l'armée britannique, French refuse toute participation anglaise à la bataille. Enfin, le contact avec la 4e armée sur la droite n'est pas sûr car le groupement de cavalerie Abonneau et la 51e division de réserve, chargés de les matérialiser sont déployés sur un front très large jusqu'à Voulpaix et de ce fait sont fragilisés laissant ainsi une menace importante sur les arrières du 10e CA. La 5e armée se retrouve donc en pointe.

### La manœuvre effective
La présence de troupes allemandes au sud de l'Oise le 29 août oblige le général Lanrezac à limiter l'offensive sur Saint-Quentin afin de mener une bataille d'arrêt sur l'Oise.
Pour repousser les Allemands sur Guise, trois axes sont déterminés. À gauche, le 3e CA prévu pour l'offensive de Saint-Quentin oblique le long du canal de la Sambre à l'Oise, vers le nord, pour contourner Guise par l'ouest. Au centre, le 1er CA doit repousser les Allemands sur Guise et la vallée de l'Oise à l'est de la ville, à partir des hauteurs dominant la rivière entre Jongueuse et Sains. À droite le 10e CA doit repousser les Allemands sur la vallée de l'Oise entre Sains et Lémé. La 51e division de réserve et le groupement Abonneau assurent le flanc droit. L'action sur Saint-Quentin devient une action secondaire réalisée par les troupes du 18e CA soutenu par le groupement Valabrègue formé des 53e et 69e divisions de réserve. Ce groupement assure également le contact avec les Britanniques.

### Déroulement de la bataille

#### L'offensive surSaint-Quentin
À l'aube du 29 août, le 18e CA quitte la région de Ribemont et repousse l'aile droite de la Ire armée allemande (VIIe et IXe CA) et atteint Neuville-Saint-Amand. À partir de la fin de matinée, l'attaque est arrêtée. Dans le même temps le groupement Valabrègue qui protège le flanc gauche est durement accroché et doit quitter Urvillers sous la pression allemande. Le 3e CA doit à la fois appuyer l'attaque sur Saint-Quentin et soutenir le 10e CA au nord. Après avoir atteint Marcy dans la matinée, le 3e CA cesse son action offensive vers Saint-Quentin pour se diriger vers Guise à la jonction entre les Ire et IIe armées allemandes.
 Au cours de l'après midi le 18e CA revient sur ses positions de départ pour ne pas être débordé par les forces allemandes.

#### Le coup d'arrêt sur l'Oise
Le 10e CA lutte toute la matinée contre le Xe CA allemand. Sous la pression allemande, il se replie sur une ligne La Hérie - Lemé. À sa droite la 51e division de réserve formant la liaison avec la 4e armée française doit abandonner Voulpaix.
 Au cours de l'après midi, les combats sont de plus en plus violents. La 19e division bloque la progression de la Garde à Lemé. Le 1er CA gardé en réserve entre alors en action, soutenu par l'artillerie de réserve et attaque le Xe CA allemand. Ce dernier abandonne Jongueuse, Bertaignemont, Puisieux. Le 10e CA attaque à son tour et reprend une grande partie du terrain perdu dans la matinée, à l’extrême droite la 51e division de réserve reprend Voulpaix.

À la fin de la journée la IIe armée allemande replie ses troupes au Nord de l'Oise.

### Les suites de la bataille
Le 30 août, le général Charles Lanrezac estime ne plus pouvoir tenir la position le long de l'Oise. Ses contacts avec les Britanniques et avec la 4e armée sont compromis. Ses flancs sont gravement menacés. Les différents groupes de la 5e armée française décrochent à partir de 10 heures du matin.
Le général Karl von Bülow de la IIe armée pense pouvoir fixer la 5e armée française en l'attaquant le lendemain (le 30 août). Il invite Alexandre von Kluck (Ire armée) à la prendre de flanc en lui demandant de prendre la route de Laon (vers l'est).
Le général von Kluck pense plutôt envelopper Lanrezac en prenant la route de Compiègne (vers le sud-est) et le bloquer par ses arrières. Mais même en doublant ses étapes, von Kluck ne rattrapera jamais Lanrezac, ni d'ailleurs la BEF. La 6e armée armée prendra alors l'initiative de sortir de Paris pour l'attaquer de flanc sur l'Ourcq et ainsi engager la bataille de la Marne.

## Bilan

### Sur le plan tactique
La réaction française est positive, des troupes régulières ont réussi à repousser la garde impériale allemande, une division de réserve lui reprend même un village.
L'attaque de Saint-Quentin par le 18e CA et la résistance du groupement Valabrègues ont permis d'attirer des troupes allemandes initialement destinées à affronter le corps expéditionnaire britannique et donc de ralentir la progression de la Ire armée allemande.
Le coup d'arrêt sur la IIe armée allemande ralentit cette dernière et permet à la 5e armée française de conserver sa cohésion.

### Sur le plan stratégique
Le brutal ralentissement de la IIe armée allemande incite le général von Kluck, commandant de la Ire armée allemande, à repenser son mouvement stratégique. Au lieu de déborder largement à l'ouest de Paris, qui était la trajectoire initiale prévue par le plan Schlieffen, il resserre son dispositif vers l'est pour recoller à la IIe armée allemande. Il souhaite ainsi éviter que la 5e armée s'intercale entre lui et le général Karl von Bülow. Cette modification sera essentielle au succès de la première bataille de la Marne.
Le 3 septembre 1914 le général Joffre démet de ses fonctions le général Lanrezac. Ce limogeage est lié à sa mésentente avec le maréchal French et à ses critiques vis-à-vis des actions du GQG.

## Décoration
- GUISE 1914 est inscrit sur le drapeau des régiments cités lors de cette bataille.